# Ten tijde van Multivac
Ten tijde van Multivac is een sciencefictionverhaal geschreven door de Amerikaan Isaac Asimov in 1974. Hij schreef het verhaal op verzoek van The New York Times Magazine, waarin het op 5 januari 1975 werd afgedrukt. De Nederlandse vertaling verscheen in de serie Bruna SF in 1976 in de bundel met de titel Vreemdeling in het paradijs. De schrijver Asimov verzon de drie wetten van de robotica om zo de ideale robot te omschrijven. Vervolgens schreef hij talloze verhalen, waarin hij de (on)mogelijkheden van die wetten verder onderzocht. Hetzelfde geldt in mindere mate voor de supercomputer Multivac. Ook daarvoor ontwikkelde Asimov omschrijvingen en schreef er een aantal verhalen over. Ten tijde van Multivac is zo’n verhaal.  

## Het verhaal
Multivac is een supercomputer om de mensheid te dienen. Hij heeft de macht over allen robots, die alle taken uitvoeren de mensen. De mensheid had zichzelf weer eens proberen uit te roeien en men zag uiteindelijk in dat vijf miljoen mensen het maximum aan personen was dat vredig op de Aarde kon leven. Voorwaarde was wel dat zij beschermd werden door Multivac en miljoenen robots. Deze bescherming gold voor alles. Multivac beschermde de mensheid. Deze bescherming werd steeds meer gezien als onderdrukking en Simon Hines en Ronald Bakst probeerden de computer te lijf te gaan. Hines deed dat fysiek en ging ten onder. Hij kon maar beperkte schade aanrichten; het computernetwerk was wereldomvattend. Bakst probeerde de aard van het apparaat te ontregelen. Hij vraagt aan Multivac de genen van de mensheid zodanig te rangschikken, zodat geen enkel mens meer last heeft van het gevoel van slavernij. Zowel de mensheid als de computer heeft er baat bij. Multivac gaat met de opdracht aan de slag, waarbij de oplossing van het probleem zowel capaciteit vraagt zodat hij alle andere taken langzaam afstoot, totdat niets meer werkt. Laatste pleidooi van Bakst: "Jullie praatten altijd over vrijheid. Nu heb je het”. Direct gevolgd door de vraag: “Dat wilden jullie toch?”.   